# パラマウント・ネットワーク
パラマウント・ネットワークは、アメリカ合衆国のMTVエンターテイメント・グループ傘下のテレビ局。1983年にナッシュビル・ネットワークとして設立。その後一時はスパイクTVのブランド名を用いていた。2018年9月時点で、米国では約8024万の世帯で視聴可能である。

## 経緯

### ナッシュビル・ネットワーク時代（1983年 - 2000年）
1983年3月7日、保険会社ナショナル・ライフの子会社WSM、ウエスティング・ブロードキャスティングによるグループWとの合弁事業として、カントリーの生活様式およびカントリー・ミュージックをテーマとしたテレビ局「ナッシュビル・ネットワーク」（TNN）として創業した。TNNはテネシー州ナッシュビル近郊でかつて操業していた遊園地オープリーランドUSAから放送していた。グレン・D・ダニエルズ創業のカントリー・ミュージック・テレビジョン（CMT）がTNNより2日早く、「史上初のカントリー・ミュージックのケーブルテレビ」の座を奪った。TNNの主要番組は『Nashville Now』、『The Statler Brothers Show』、『American Sports Cavalcade』、『グランド・オール・オープリー』であった。『Nashville Live』と『グランド・オール・オープリー』はオープリーランドUSAから生放送していた。
1987年後期、ゲイロード・エンタテイメント・カンパニーはTNNとオープリーランドの地所を買収した。ゲイロード時代、スポーツ以外のTNNの番組のほとんどをゲイロード・エンタテイメントが所有し、オープリーランド・プロダクションがプロデュースした。1983年から1992年、TNNのカー・レースなどモーター・スポーツの番組はダイヤモンド・P・スポーツがプロデュースしていた。1993年からTNNはワールド・スポーツ・エンタープライズのプロデュースによりNASCARを放送し、グループ5スポーツのプロデュースによりアメリカン・スピード・アソシエーションを放送し、その他のレースをダイヤモンド・P・スポーツがプロデュースしていた。他にバラエティ、トーク番組、ゲーム番組、狩猟や釣りなどのアウトドア番組、ライフスタイル番組など、カントリー・ミュージックまたはカントリーの生活様式の周辺に関わるものをテーマにした番組が放送されていた。
TNNで人気のあった出演者は地元ナッシュビルのメディア・パーソナリティであるラルフ・エムリー、ダン・ミラー、チャーリー・チェイス、ロリアン・クルックの他、すでに名声が確立していたカントリー歌手のビル・アンダーソンや女優のフローレンス・ヘンダーソン、ダイナ・ショアなどであった。CBSを獲得していたウェスティングハウス・エレクトリックが1995年までにTNNを獲得し、2年後にウェスティングハウスはTNNの最大のライバルCMTも買収した。1998年、「ナッシュビル・ネットワーク」の名称を取りやめ、公式名称を「TNN」とした。CBSコーポレーションに買収され、1990年代後期、Viacomにオーナーシップが変更になった。TNNはナッシュビルからニューヨークに本社を移し、ViacomのMTVネットワーク部門に組み込まれた。

### パラマウント・ネットワーク（2018年 – 2022年現在）
2018年1月18日、Spike TVはパラマウント・ネットワークと改称された。

## 主な番組
- イエローストーン
- Bar Rescue

## 終了した番組
- WWE
- UFC
- The Ultimate Fighter
- K-1
- TNA
- シャナラ・クロニクルズ
- アフロサムライ
- RIZIN
- Bellator MMA
- GLORY
- プレミア・ボクシング・チャンピオンズ（金曜日夜に放送）